# Yi (rodzaj)
Uzasadnienie: dwa artykuły o tym samym zwierzęciu

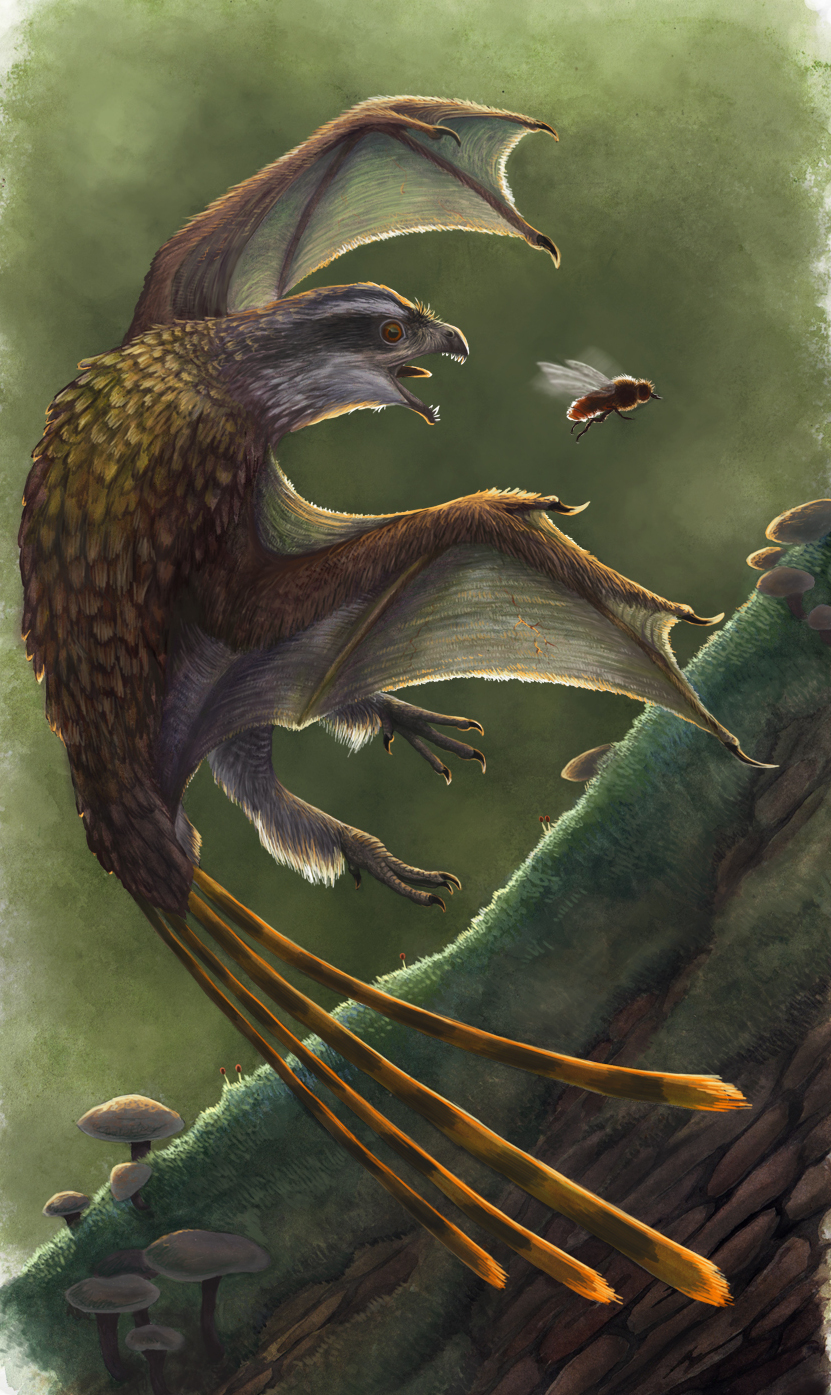
Yi – rekonstrukcja

Yi – rodzaj niewielkiego, nadrzewnego dinozaura z rodziny Scansoriopterygidae. 
Jest reprezentowany przez tylko jeden gatunek, Yi qi (翼奇; w języku mandarynskim „dziwne skrzydło”), znany z jednego, niekompletnego szkieletu. W jego skład wchodziła czaszka, skrzydła, kręgi szyjne, fragment klatki piersiowej i fragmenty kończyn tylnych. Zachowały się też pióra i błona lotna. Żył na terenie dzisiejszych Chin w jurze, około 160 milionów lat temu. Jego niezwykłą cechą były skrzydła pokryte błoną lotną. 